# Мутація засновника (Цілком таємно)
Мутація засновника (англ. Founder's Mutation) — 2-й епізод десятого сезону серіалу «Цілком таємно». Прем'єра в мережі «Фокс» відбулася 25 січня 2016 року. Епізод переглянули 9,67 млн глядачів. Рейтинг Нільсена становив 3.2 у віковій групі 18-49 років — це означає, що 3,2 % жителів США у віці від 18 до 49 років, які дивилися під час показу цієї серії телевізор, вибрали для перегляду саме «Мутацію Засновника». Порівняно з першою серією «Моя боротьба», що зібрала біля екранів 16,19 млн глядачів, аудиторія скоротилася майже вдвічі.

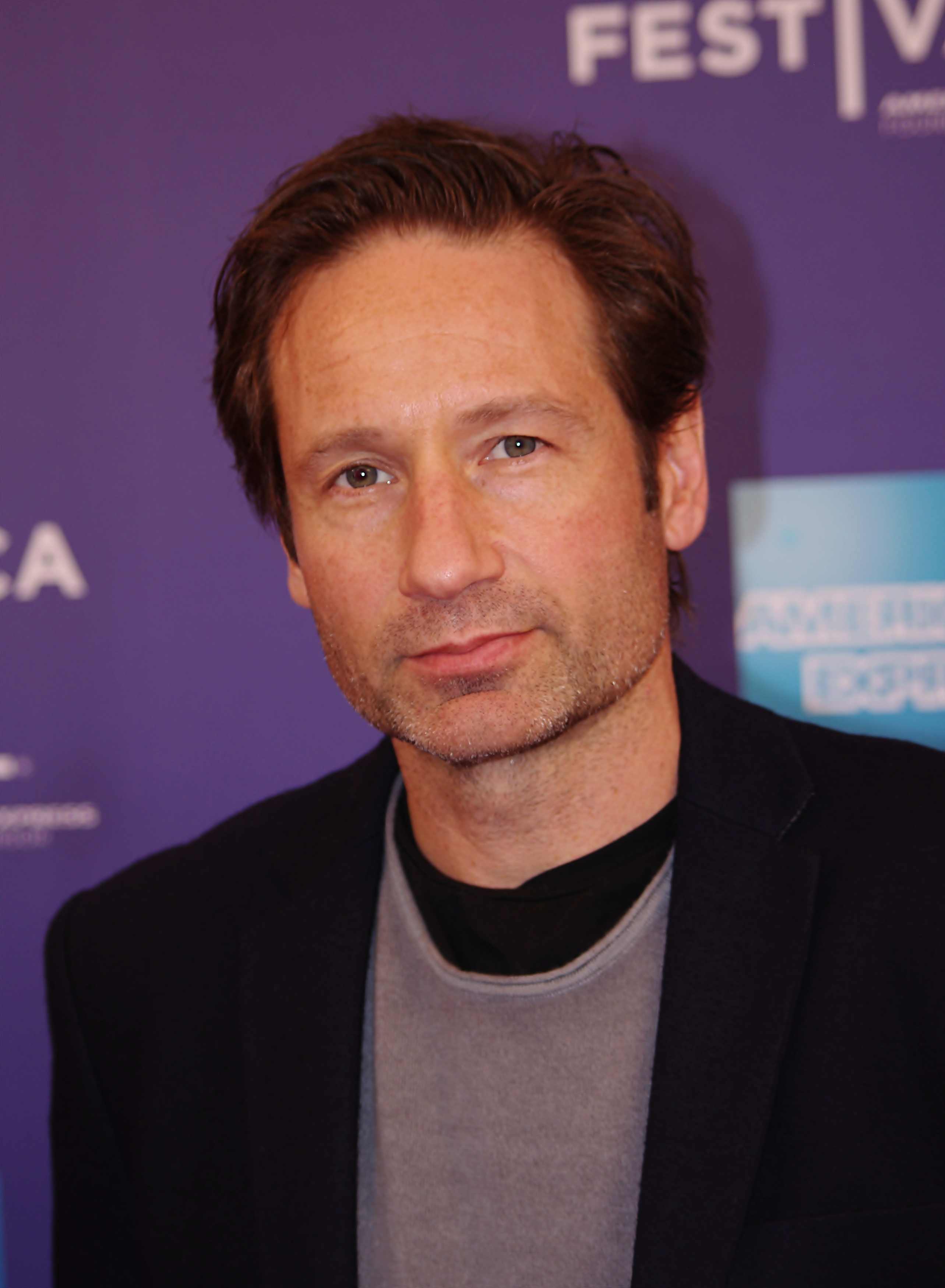

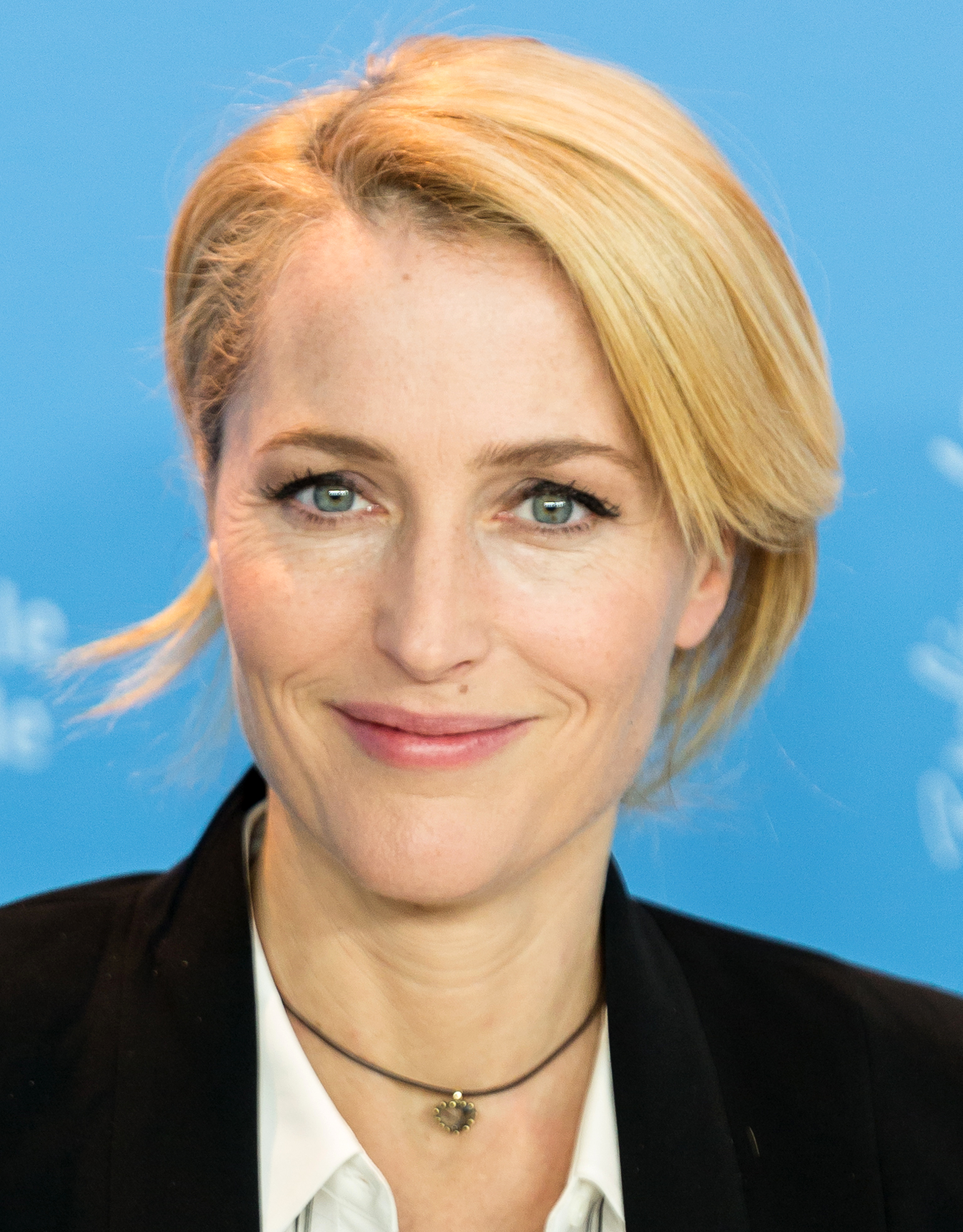

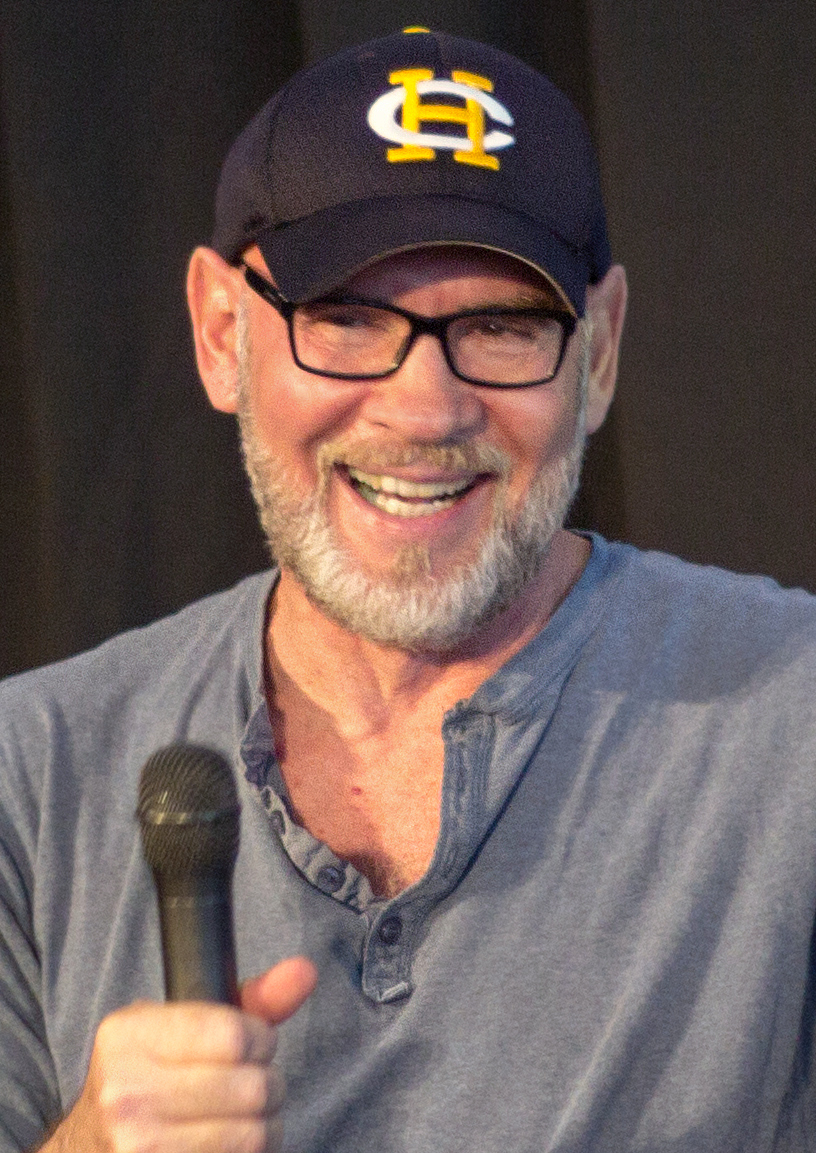

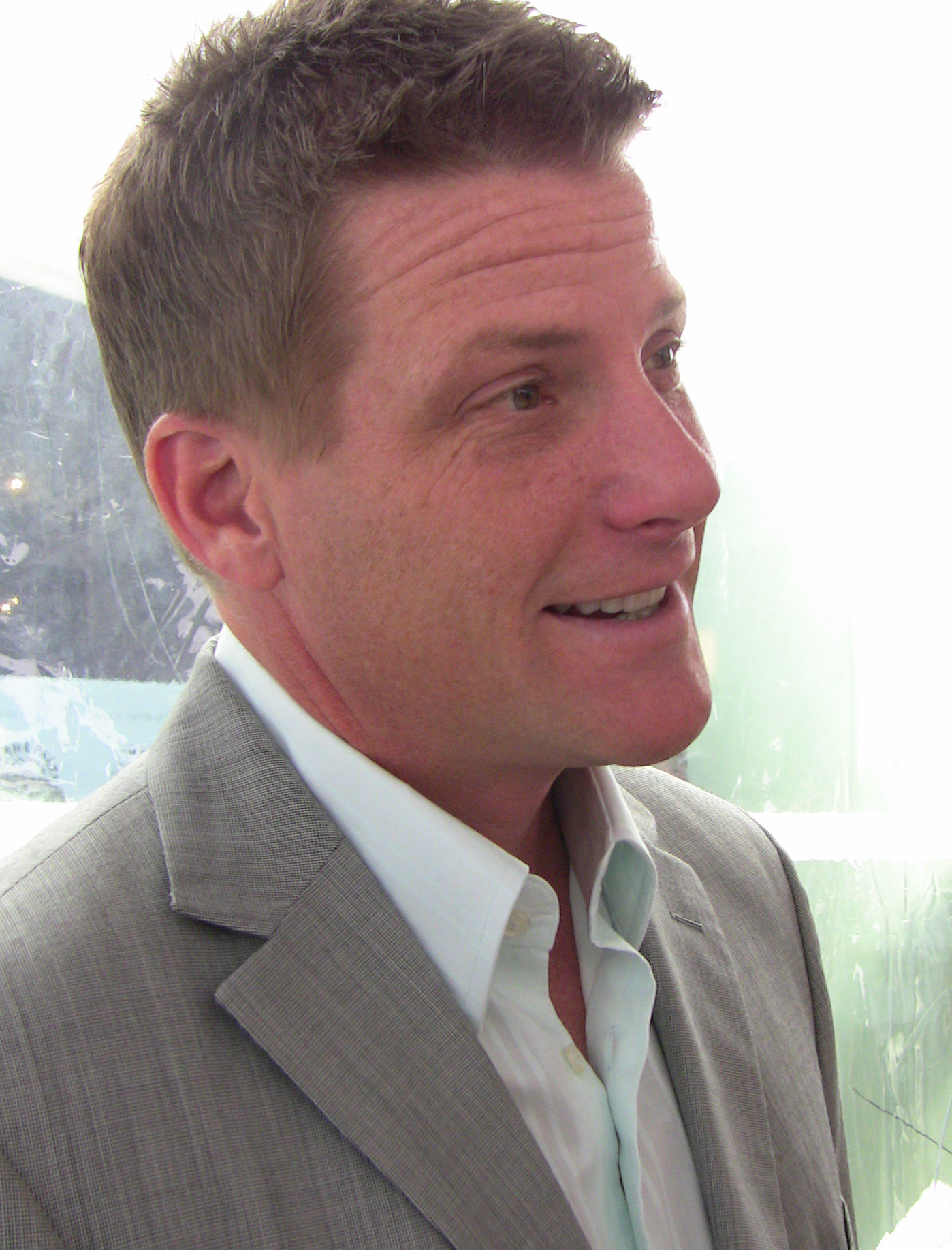

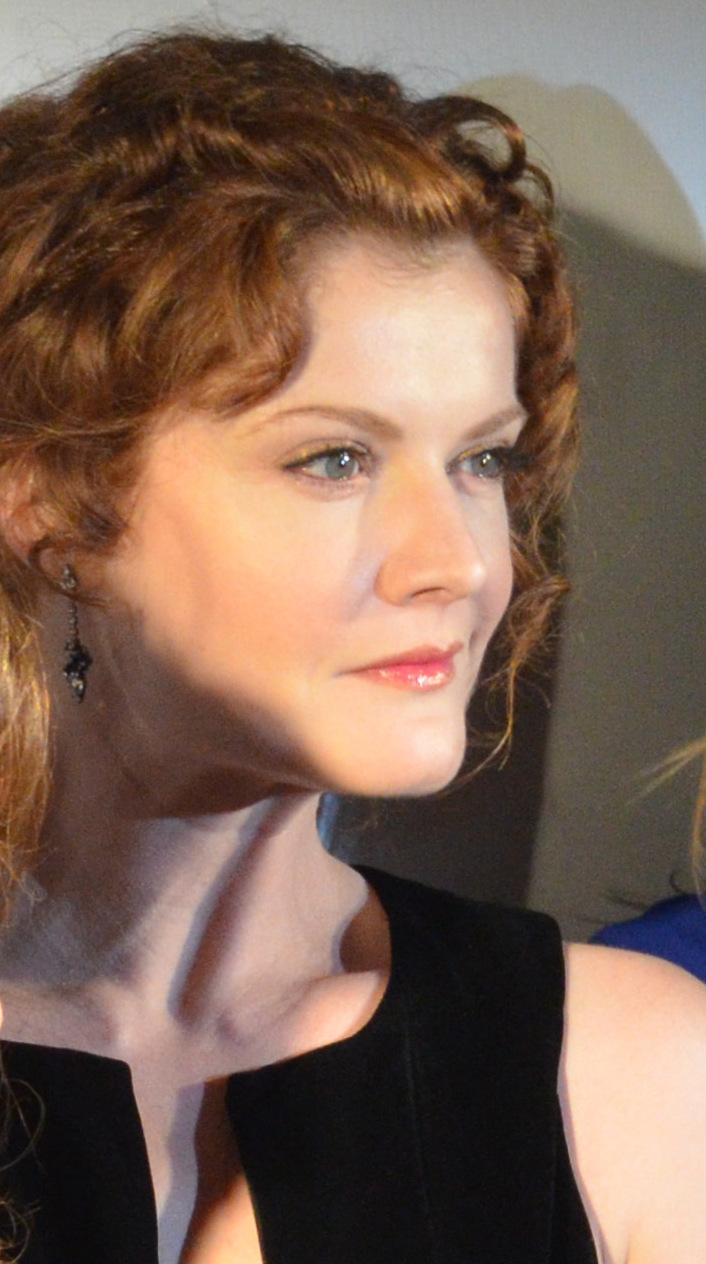

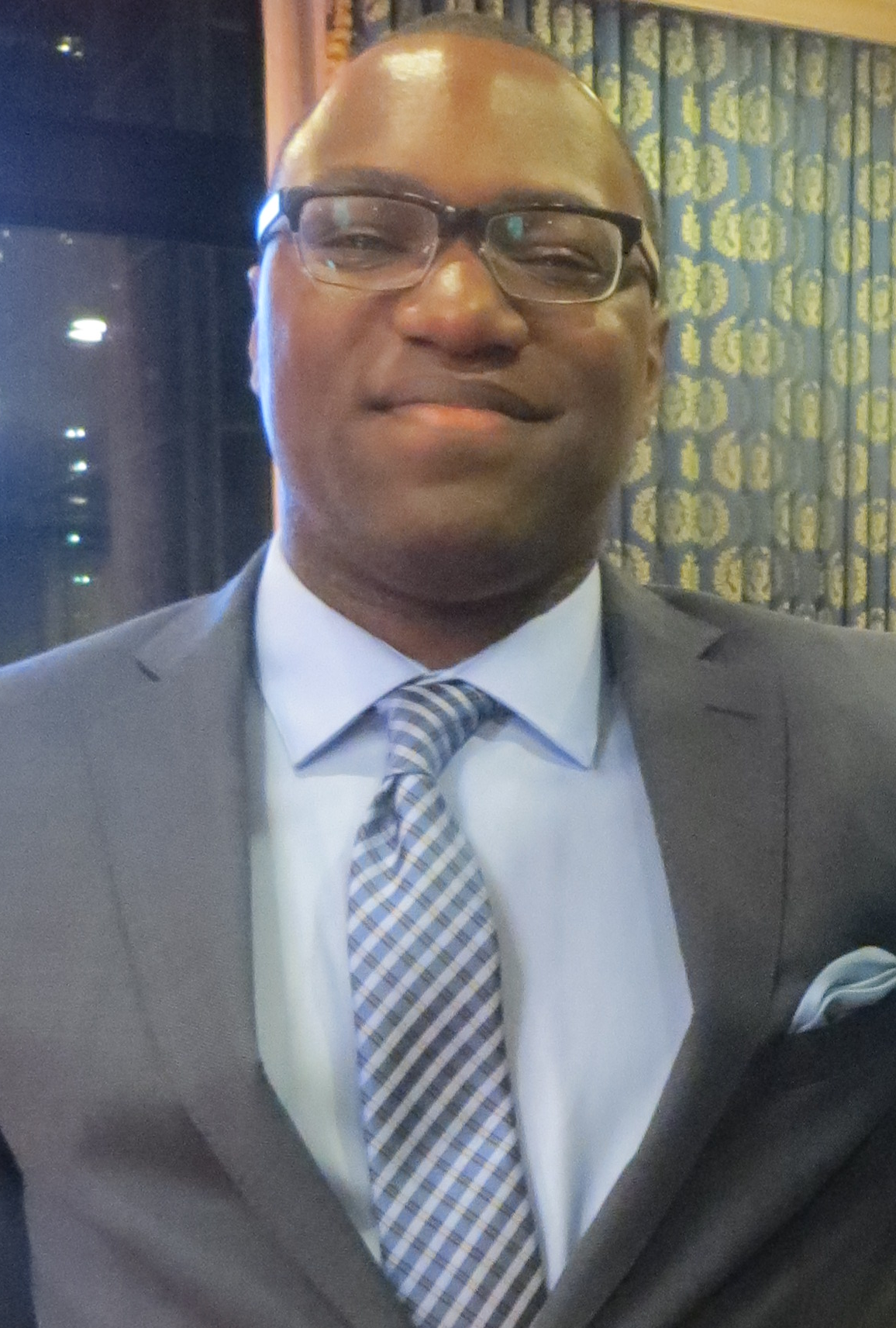

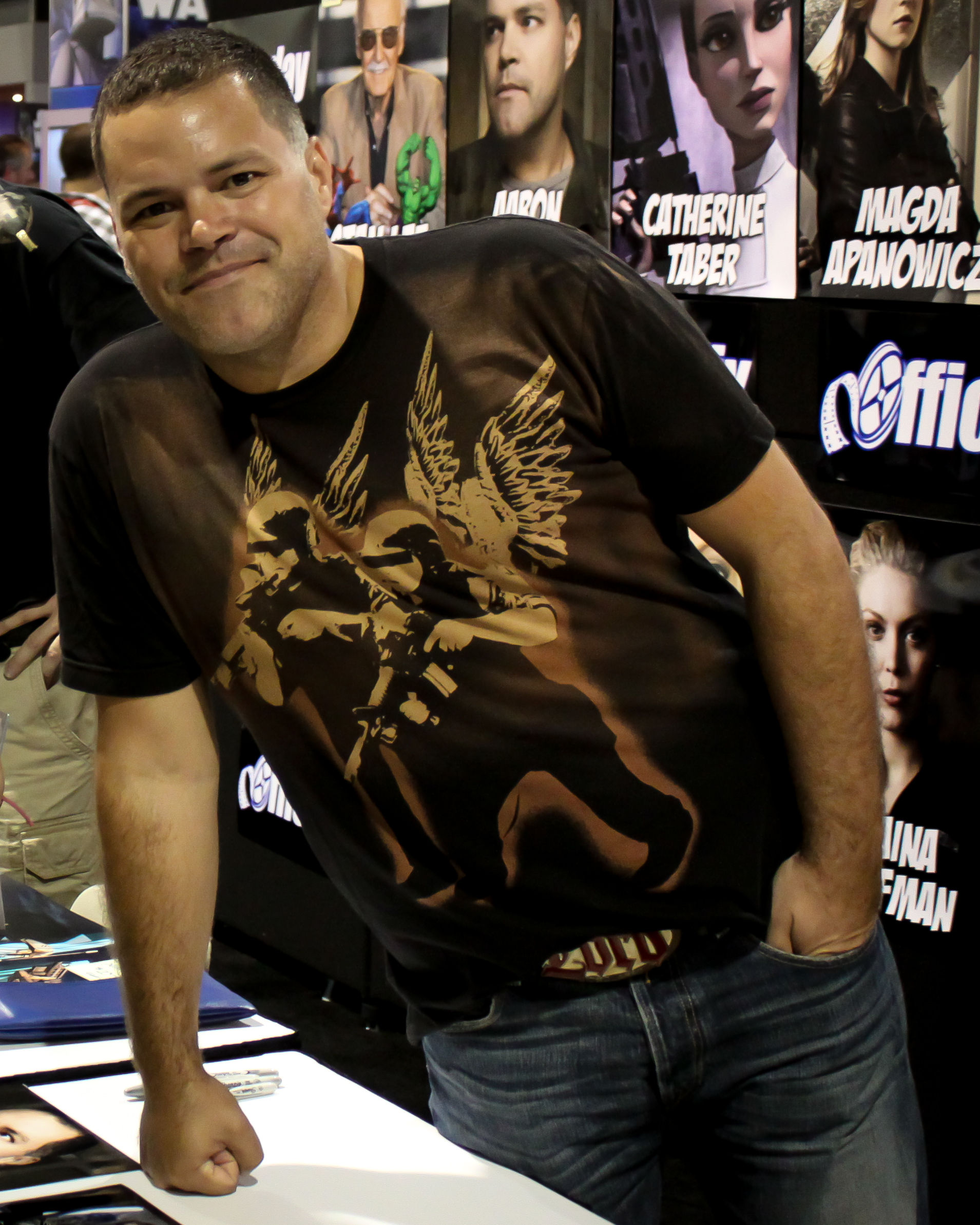

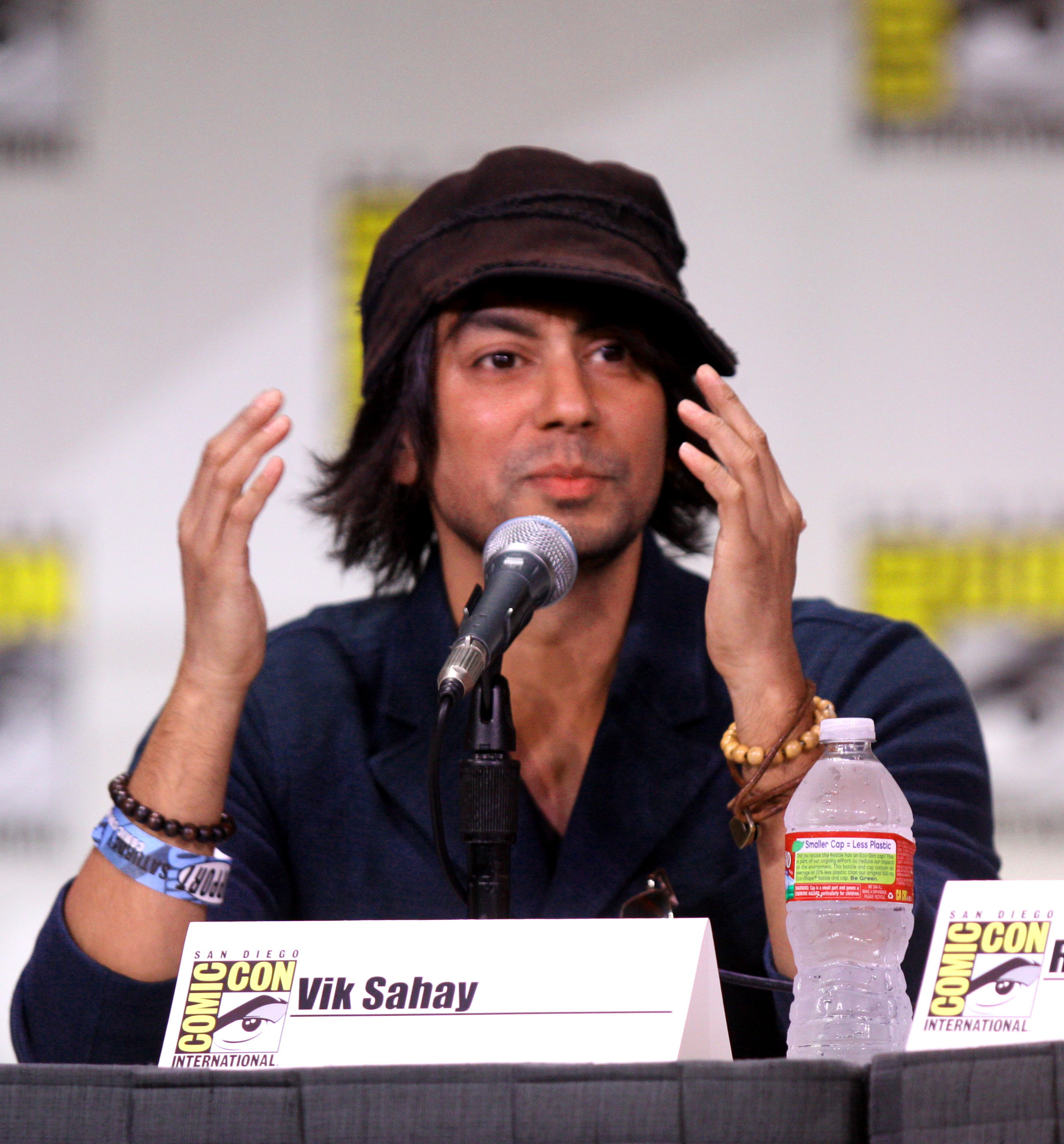

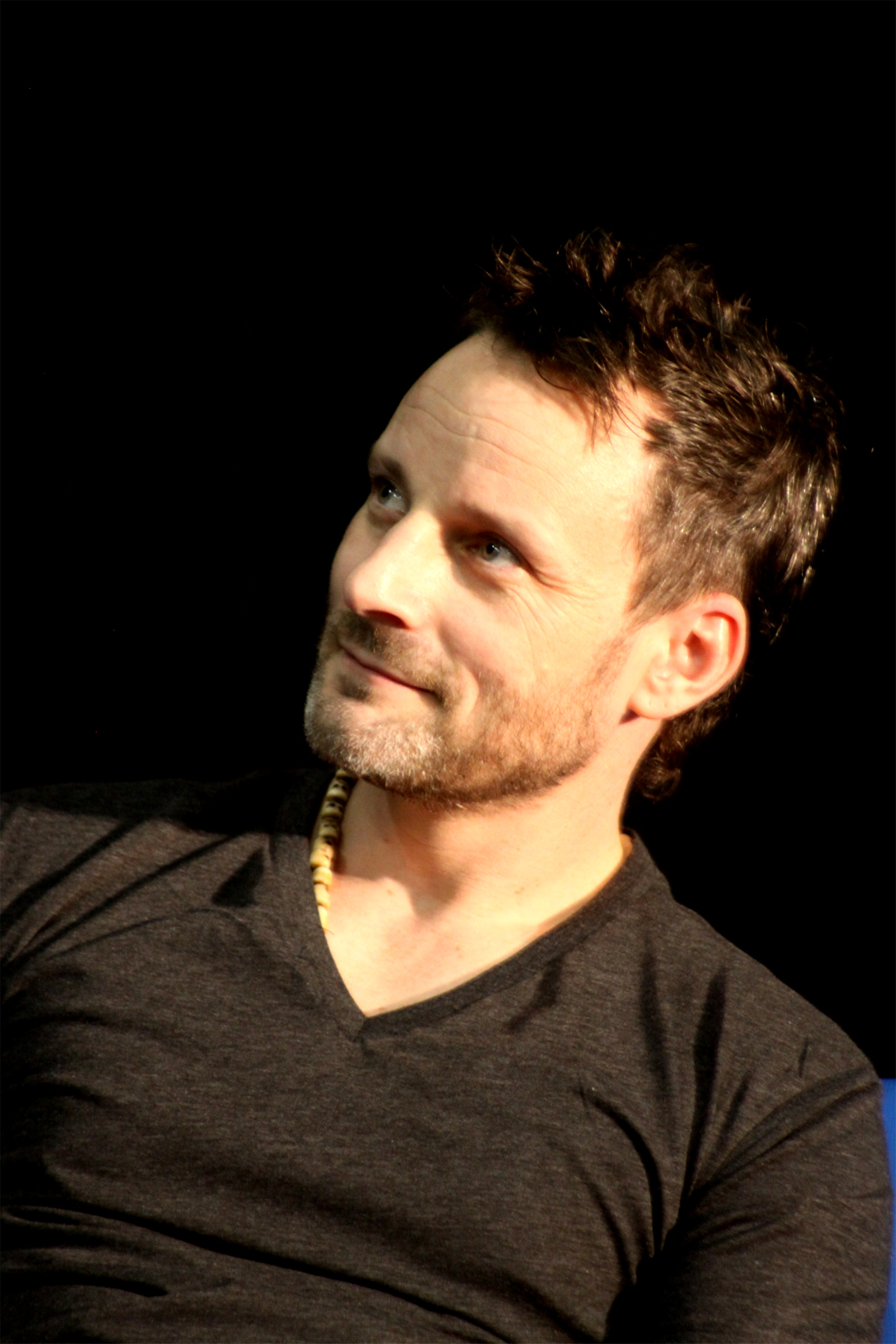

Вчений, який працював на Міністерство оборони США, вчиняє самогубство. Під час розслідування Малдер та Скаллі виходять на таємну лабораторію, де десятиліттями вивчають дітей з генетичними захворюваннями.

## Зміст
Істина поза межами досяжного
Лікар Санджей приходить на роботу до штаб-квартири компанії «Nugenics Technology». Під час розгляду тестів щодо плюрипотентних стовбурових клітин його турбує загадковий високочастотний шум у голові — а зовні на галявину злітаються птахи. Під час робочої наради звук стає настільки нестерпним, що Санджей втікає зі зборів, замикається в серверній і починає гарячково знищувати дані компанії. Доки охоронець висвердлює замок у дверях, Санджей, не в силах зупинити шум, через вухо встромляє канцелярський ніж у головний мозок, після чого вмирає. Перед смертю лікар щось записує на долоні лівої руки.
Фокс Малдер та Дейна Скаллі, агенти ФБР із знову відкритого відділу «Секретні матеріали», розпочинають розслідування інциденту. Дейна підозрює самогубство а співробітник Міноборони відмовляє в огляді речових доказів. Керівництво «Nugenics» неохоче йде на співпрацю, тому Малдер краде смартфон Санждея та виявляє, що той практично щодня спілкувався з людиною на ім'я Гупта. В одному з барів Вашингтона («Корнер Покетт») Малдер зустрічається із Гуптою, який насправді виявляється таємним коханцем Санджея. Скаллі здійснює розтин тіла Санджея. Гупта розповідає, що останнім часом Санджей віддалився від нього і турбувався про своїх «дітей», кажучи, що вони «вмирають». Скаллі проводить розтин тіла Санджея та виявляє на його лівій руці напис «Мутація Засновника». Це посилання на власника «Nugenics Technology» Августа Голдмана, що веде затворницький спосіб життя. Співробітники компанії називають його Засновником.
Агенти вирушають на другу, таємну квартиру Санджея — на Дюпон Серкл. Вони знаходять там численні фотографії дітей із різними фізичними каліцтвами. До будинку приїжджають поліцейські, які, судячи з усього, зреагували на активацію сигналізації. Раптом Малдер чує у своїй голові той самий високочастотний шум, що й Санджей перед самогубством. Голос наказує Малдеру «знайти її».
Скаллі та Малдер показують помічнику директора ФБР Волтеру Скіннеру документи, знайдені у квартирі Санджея. Це історії хвороб дітей із серйозними генетичними відхиленнями. Те, як ці діти пов'язані з самогубством доктора Санджея, є предметом розслідування Скаллі і Малдера. Проте присутній у кімнаті невідомий чоловік каже, що ці документи є секретними і належать міністерству оборони США. Скіннер уточнює, що оскільки агенти ФБР втратили доступ до цих файлів, їх розслідування закрито. Залишившись віч-на-віч, Малдер каже Скіннеру, що ці діти — наслідки невдалих експериментів співробітників міністерства оборони. Скіннер наказує агентам продовжити розслідування неофіційно.
Переглядаючи зйомки з відеокамер у штаб-квартирі «Nugenics», Малдер звертає увагу на зграї птахів, що злетілися до будівлі. Він висловлює гіпотезу, що їх залучив інфразвук — коливання, нечутні для людини. Скаллі не розуміє, який зв'язок між птахами, самогубством Санджея, знівеченими дітьми та генетичними аномаліями. Малдер каже, що Август Голдман є єдиним, хто може дати відповіді. Оскільки «Nugenics» відмовляється від співпраці, Скаллі йде на хитрість, щоб організувати зустріч із Голдманом. Як виявляється, він є одним із найбільших спонсорів лікарні Скорботної Божої Матері, де Скаллі пропрацювала 7 років. Скаллі каже сестрі Мері, що доктор Голдман перебуває під слідством і вона хоче позбавити його принизливого візиту урядових агентів без попередження.
Раптом до агентів за допомогою звертається вагітна пацієнтка Агнес, яка хоче втекти з лікарні. Вона впевнена, що її дитина ненормальна. Опинившись поза лікарнею, Малдер каже Скаллі, що справа нечиста. Відділення для вагітних спонсорує Август Голдман, засновник компанії, що тісно пов'язана з Міністерством оборони. Це може бути черговим етапом експериментів з євгеніки, а жінки є інкубаторами. Скаллі вважає, що 15 років тому вона стала жертвою такого експерименту, коли виношувала Вільяма — їхнього спільного з Малдером сина. Вона уявляє, яким могло бути її життя поруч із Вільямом. Однак ці видіння не з найприємніших.
Малдеру і Скаллі вдається досягти зустрічі з Голдманом. Як з'ясовується, Голдман займається дослідженнями дітей, які страждають на генетичні захворювання або мають злоякісні пухлини. Агенти бачать, як санітар намагається втихомирити одну з пацієнток — Моллі, яка може рухати речі на відстані. Малдер і Скаллі дізнаються, що Агнес на смерть збила машина, а її ненароджена дитина загадковим чином зникла.
Малдер знаходить у поліцейських архівах інформацію про те, що 17 років тому дружина Голдмана Джекі була поміщена до шпиталю Св. Єлизавети за рішенням суду. Джекі звинувачували у вбивстві сина, але її визнали неосудною. Джекі розповідає, як одного разу її донька Моллі впала в плавальний басейн і провела під водою цілих десять хвилин. Стрибнувши в басейн, Джекі виявила, що дочка не тільки жива, а ніби нічого не сталося дихає під водою. Джекі здогадалася, що чоловік проводив над їхньою дочкою експерименти. Будучи на дев'ятому місяці вагітності, Джекі втікає. Після зіткнення із дикою твариною вона потрапляє в аварію. У її голові починає звучати високочастотний шум, і Джекі розпорює собі живіт і випускає немовля із себе.
Переглядаючи записи відеоспостереження, Малдер і Скаллі виявляють, що під час самогубства Санджея, в кімнаті, яка знаходиться якраз над серверною, на поверсі зверху в муках корчиться прибиральник Кайл Гілліган. Агенти вирушають на відокремлену ферму, де стикаються з матір'ю Кайла. До будинку злітаються птахи. Мати Кайла каже, що це поганий знак. Малдер знову чує нестерпний звук. Скаллі знаходить Кайла у сараї і бере на приціл. Юнак зізнається, що випадково вбив Санджея і вимагає зустрічі зі своєю сестрою Моллі, однією з пацієнток Голдмана. Агенти привозять Кайла до лабораторії, і Голдман показує йому Моллі. Але хлопчик розуміє, що ця дівчина є підставною. В одному з боксів він знаходить справжню сестру. Вони телепатичним способом спілкуються один з одним та нейтралізують агентів ФБР. Використовуючи ультразвук, брат і сестра убивають Засновника. Прибуває спецпідрозділ; Скіннер повідомляє агентам — брат і сестра зникли. Одначе Малдер поцупив аналіз крові Кайла.
Фокс уявляє ніби він з Вільямом дивиться «Космічну одіссею» та робить інші чудові речі.

## Зйомки
Епізод був написаний і режисований Джеймсом Вонгом, що стало його першим режисерським внеском у «Секретні матеріали» після фільму «Мрії Курця», а також його першим сценарієм після «Ніколи більше» 1997 року, обидва з яких транслювалися в рамках четвертого сезону серіалу. «Мутація засновника» була п'ятою серією сезону, написаною та знятою, і спочатку вона мала й бути п'ятою частиною, яка вийшла в ефір. Однак пізніше епізод було вибрано для трансляції наступного дня після «Моєї боротьби». В серії знімався зірковий склад. Віллес раніше грав іншого персонажа, агента Карен Коссефф, у другому та четвертому сезонах.

## Показ і відгуки
Серія дебютувала 25 січня 2016 року, її подивилося 9,67 мільйона глядачів. Епізод набрав 3,2 рейтинг Нільсена серед демографічних груп віком від 18 до 49 років, що означає — його переглянули 3,2 % усіх осіб віком від 18 до 49 років, які дивилися телевізор на момент показу епізоду. Хоча епізод відзначив зниження рейтингів порівняно з попереднім епізодом, було відзначено, що кількість глядачів залишилася «вражаюче високою». Цей епізод також був найбільш рейтинговою програмою того вечора.
Алекс Маккаун з «The A.V. Club» проаналізував перші три епізоди відродженого серіалу та відзначив їх разом «B+». Хоча він значною мірою висміював початковий епізод сезону, «Моя боротьба», оглядач стверджував, що сезон «миттєво коригує курс» з «Мутацією засновника». Він назвав «розумний» і «тривожний» епізод «твердим поверненням до форми». Маккаун зазначив, що діалоги епізоду дозволили глядачам згадати, «що нам подобається в цих персонажах і чому вони так добре працюють разом». Даррен Франіч з «Entertainment Weekly» нагородив епізод оцінкою «B», стверджуючи, що «Мутація засновника» — це «розвага для шанувальників серіалу». «RogerEbert.com» писав, що «Мутація Засновника» «ідеально поєднує міфологію серіалу (зокрема дитину Малдера та Скаллі) із сучасним сюжетом». Келі Сото з «Нью-Йорк таймс» надала епізоду схвальний відгук, зазначивши — це додало їй «віри в нову ітерацію», і похваливши, зокрема, гру Андерсон: «Джилліан Андерсон робить бездоганну роботу, вселяючи Скаллі почуттям горе за Вільямом, її голос крихкий, а вираз обличчя сповільнений і втомлений». Метью Чернов з «Вараєті» написав, що на відміну від першого епізоду, хімія між Малдером і Скаллі «здається набагато ближчою до грайливих стьобів, до яких ми звикли зі старих добрих часів», і що сценарій «дозволяє Джилліан Андерсон виконати одну з найкращих робіт у серіалі».

## Знімалися
| Актор             | Роль             |
| ----------------- | ---------------- |
| Девід Духовни     | Фокс Малдер      |
| Джилліан Андерсон | Дейна Скаллі     |
| Мітч Піледжі      | Волтер Скіннер   |
| Джонатан Вайтселл | Кайл Гілліган    |
| Ребекка Вісоцкі   | Джекі Голдман    |
| Даг Севант        | Авнустус Голдман |
| Аарон Дуглас      | Ліндквіст        |
| Вік Сахай         | Гупта            |
| Раян Роббінс      | Мерфі            |
| Крістін Велліс    | Мері             |
| Кейсі Рол         | Агнес            |
| Омарі Ньютон      | Роджерс          |